# Reichau (Boos)
Reichau ist ein Ortsteil von Boos im Landkreis Unterallgäu in Bayern. Das Pfarrdorf war bis 1975 eine selbstständige Gemeinde. 

## Geschichte
Reichau gehörte zur Fuggerschen Herrschaft Boos mit den Orten Boos und Heimertingen. Im Ort bestand eine kleine Kapelle von 1721. Mit der Rheinbundakte 1806 kam der Ort zu Bayern. Die Pfarrkirche St. Anna ist ein unverputzter Ziegelrohbau im Stil der romantischen Neugotik und wurde 1868 bis 1869 von Max Treu errichtet. Die 1818 mit dem bayerischen Gemeindeedikt gebildete Gemeinde Reichau wurde am 1. Januar 1975 nach Boos eingegliedert.